# La muerte y el leñador
La muerte y el leñador es una pintura del pintor Jean-Francois Millet realizada en 1859. Se conserva en la Gliptoteca Ny Carlsberg en Copenhague.
Millet gustaba de retratar a la gente humilde y campesina en un gesto de admiración por la gente pobre del mundo rural, como demuestra en esta pintura, cuyo tema está tomado de la conocida fábula homónima del escritor francés del siglo XVII, La Fontaine. Por ello, fue alabado y a la vez criticado, puesto que pinturas como estas mostraban la dureza de la vida rural, pero no lo suficiente.

## Fuente
- Esta obra contiene una traducción  derivada de «La morte e il taglialegna» de Wikipedia en italiano, publicada por sus editores bajo la Licencia de documentación libre de GNU y la Licencia Creative Commons Atribución-CompartirIgual 4.0 Internacional.

- Datos: Q3823264
- Multimedia: La Mort et le Bûcheron by Jean-François Millet / Q3823264